# 연백군 갑
연백군 갑은 대한민국의 옛 국회의원 선거구이다.

## 역사
제헌 국회의원 선거를 앞두고 연백군의 일부 지역(연안읍, 송봉면, 해룡면, 용도면, 괘궁면, 추화면, 청룡면, 일신면, 내성면, 봉서면)을 관할하는 선거구로 신설되었다.
1953년 7월 27일에 체결된 한국 군사 정전에 관한 협정에 따라 경기도 연백군이 조선민주주의인민공화국의 지배를 받게 되면서 대한민국의 국회의원을 선출할 수 없게 됨에 따라 폐지되었다.

## 관할 구역
| 대수    | 관할 구역                                                                             |
| ------- | ------------------------------------------------------------------------------------- |
| 1대~2대 | 연백군 연안읍, 송봉면, 해룡면, 용도면, 괘궁면, 추화면, 청룡면, 일신면, 내성면, 봉서면 |

## 역대 국회의원
| 선거   | 정당 | 정당       | 의원   |
| ------ | ---- | ---------- | ------ |
| 1948년 |      | 무소속     | 김경배 |
| 1950년 |      | 대한국민당 | 김경배 |

## 역대 선거 결과

### 대한민국 제헌 국회의원 선거
|  | 68.13% |

|  | 31.86% |

### 대한민국 제2대 국회의원 선거
|  | 100.00% |

|  | 0% |

|  | 0% |

|  | 0% |

|  | 0% |

|  | 0% |

|  | 0% |

|  | 0% |

|  | 0% |

|  | 0% |

|  | 0% |

|  | 0% |